# Cargolet pit-roig
El cargolet pit-roig (Pheugopedius rutilus) és un ocell de la família dels troglodítids (Troglodytidae).

## Hàbitat i distribució
Habita el sotabosc i zones amb matolls de les terres baixes costaneres del Pacific, al sud-oest de Costa Rica i Panamà, i al vessant del Carib al nord-est i est de Colòmbia, oest i nord de Veneçuela, Trinitat i Tobago.